# Zwarte Hand (Servië)

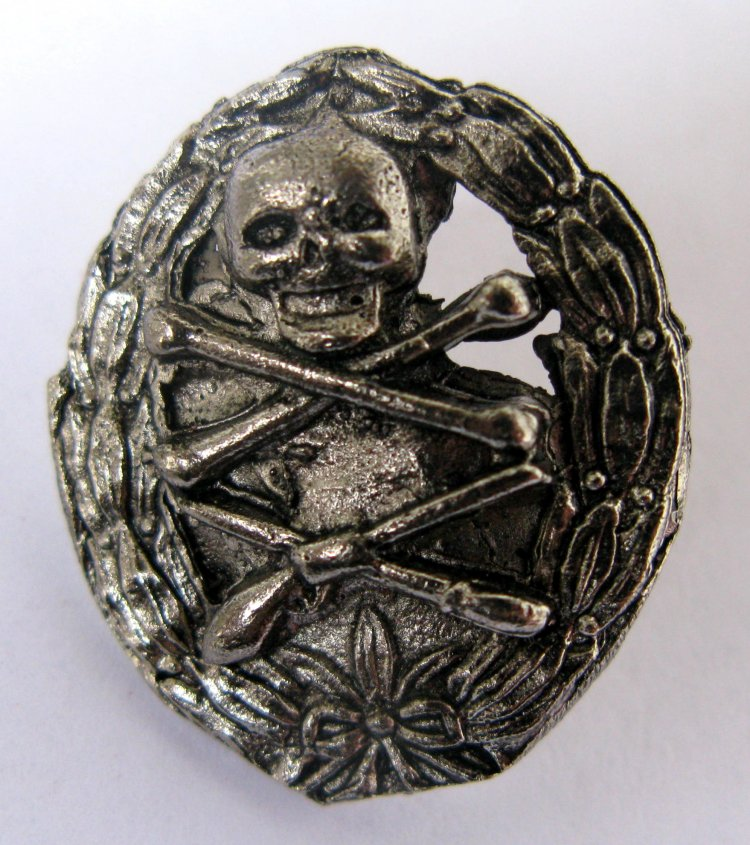
Kokarde van de Zwarte Hand.

De Zwarte Hand (Servisch: Црна Рука, Crna ruka, officiële naam: Уједињење или Смрт, Ujedinjenje ili Smrt,  "Eenheid of de dood") was een Servisch geheim genootschap, dat grofweg actief was tussen 1910 en 1917. Het was een organisatie die bevrijding van Bosnië van het Oostenrijks-Habsburgse Rijk nastreefde en aansluiting van Bosnië en Herzegovina bij Servië.
De leden zwoeren strikte geheimhouding. De Servische kolonel van de militaire inlichtingendienst, Dragutin Dimitrijević, die eerder betrokken was bij de moord op de Servische koning, leidde de organisatie. 
Gavrilo Princip, die op 28 juni 1914 Frans Ferdinand vermoordde, was lid van deze organisatie.